# Św. Łukasz rysujący portret Madonny

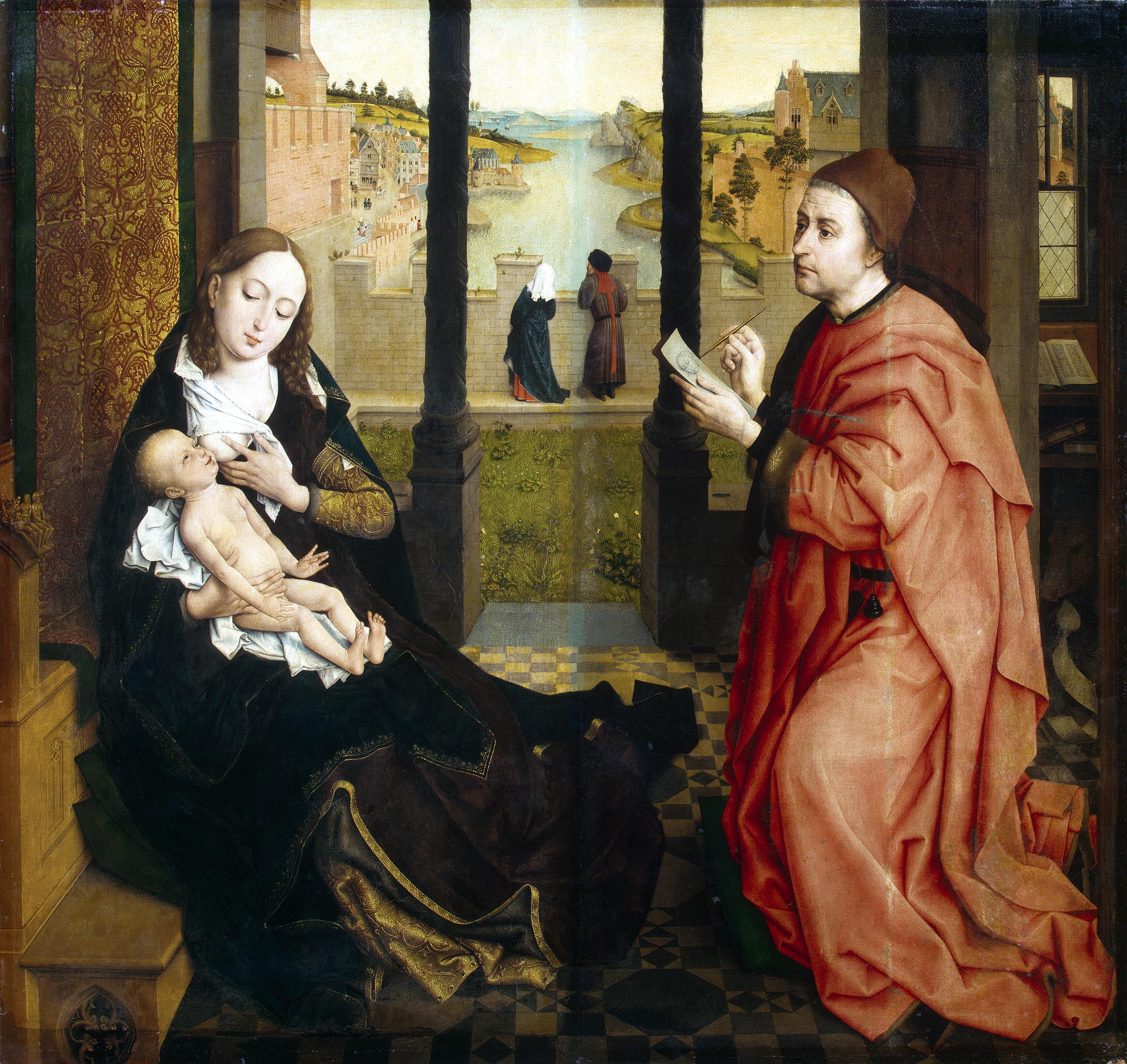
Św. Łukasz rysujący portret Madonny, 102 × 108,5 cm, Ermitaż

Św. Łukasz rysujący portret Madonny (niderl. De H. Lucas schildert de Madonna) – obraz namalowany przez Rogera van der Weydena na zamówienie cechu malarzy, datowany na około 1440.

## Charakterystyka
Istnieje kilka przykładów tej kompozycji, identycznych poza paroma szczegółami, z których ten z Museum of Fine Arts w Bostonie uznawany jest za oryginalny przez większość historyków sztuki. Inne egzemplarze można znaleźć w Starej Pinakotece w Monachium, Ermitażu w Sankt Petersburgu oraz w Groeninge Museum w Brugii.
Św. Łukasz Ewangelista był, według legend, pierwszym chrześcijańskim malarzem i podobno uwiecznił Matkę Boską jeszcze za jej życia. W związku z tym stał się patronem malarzy i wielu miastach ich gildie wybierały go jako patrona. Obraz van der Weydena był prawdopodobnie przeznaczony dla malarzy z Brukseli.

## Opis
W ogrodzie widoczni są rodzice Marii - Joachim i Anna. Sam zamknięty ogród i rośliny w nim rosnące ma ją symbolizować czystość Marii. Postać św. Łukasza zwraca uwagę swoim skomplikowanym ruchem. Święty rysując Marię, co wymaga dużego skupienia, przyklęka na jedno kolano, ale jakby nie do końca, znajdując się w prawdopodobnie bardzo niewygodnej pozycji. Uznano, że ten szczególny ruch ma nawiązywać do postaci Anioła ze Zwiastowania. Nakrycie głowy św. Łukasza ma sygnalizować o tym, że był on także lekarzem. Wół i księgi po prawej stronie to znak, że był autorem Ewangelii. Widać dwie zamknięte księgi, już skończone, i trzecią otwartą - Ewangelia św. Łukasza była trzecią z kolei. W rysach twarzy świętego historycy dopatrują się rysów samego Rogera van der Weydena. W miasteczku w tle w jednym z budynków mieści się sklep malarski. Widać klienta mijającego próg. Wszystkie elementy obrazu zdają się potwierdzać jego przypuszczalną wymowę - gloryfikację zawodu malarza. 
Kompozycja tego obrazu nawiązuje do dzieła Jana van Eycka Madonna kanclerza Rolin.